# Vengeance (2001)
L'édition 2001 de Vengeance est une manifestation de catch professionnel télédiffusée et visible uniquement en paiement à la séance. L'événement, produit par la World Wrestling Federation, s'est déroulé le 9 décembre 2001 au San Diego Sports Arena, à San Diego (Californie) aux États-Unis. Il s'agit de la première édition de Vengeance. Triple H est en vedette de l'affiche promotionnelle (officielle).
Dix matchs, dont sept mettant en jeu les titres de la fédération, ont été programmés. Chacun d'entre eux est déterminé par des storylines rédigées par les scénaristes de la WWF ; soit par des rivalités survenues avant le pay-per-view, soit par des matchs de qualification en cas de rencontre pour un championnat.

## Contexte
Les spectacles de la World Wrestling Federation en paiement à la séance sont constitués de matchs aux résultats prédéterminés par les scénaristes de la WWF. Ces rencontres sont justifiées par des storylines - une rivalité avec un catcheur, la plupart du temps - ou par des qualifications survenues dans les émissions de la WWF telles que RAW et SmackDown. Tous les catcheurs possèdent un gimmick, c'est-à-dire qu'ils incarnent un personnage face (gentil), heel (méchant) ou tweener (neutre, apprécié du public), qui évolue au fil des rencontres. Un pay-per-view comme Vengeance est donc un évènement tournant pour les différentes storylines en cours.

## Déroulement du spectacle
- Sunday Night Heat match: The APA (Bradshaw et Faarooq) def. Billy and Chuck (6:20)
  - Bradshaw a effectué le tombé sur Palumbo.
- Scotty 2 Hotty et Albert def. Christian et Test (6:20)
  - Albert a effectué le tombé sur Christian après un Baldo Bomb.
- Edge def. William Regal pour conserver le WWF Intercontinental Championship (9:06)
  - Edge a effectué le tombé sur Regal après un spear.
- Jeff Hardy def. Matt Hardy (avec Lita en tant qu'arbitre spécial) (12:32)
  - Jeff a effectué le tombé sur Matt après une Swanton Bomb. Un pied de Matt était en dessous des cordes mais Lita ne l'avait pas vu.
- The Dudley Boyz (Bubba Ray et D-Von) (w/Stacy Keibler) def. The Big Show et Kane pour conserver le WWF Tag Team Championship (6:49)
  - Bubba Ray a effectué le tombé sur Big Show après un Hotshot dans un coin du ring dont la protection a été enlevée.
- The Undertaker def. Rob Van Dam pour remporter le WWF Hardcore Championship (11:04)
  - Undertaker a effectué le tombé sur Rob Van Dam après un Chokeslam à travers plusieurs tables.
- Trish Stratus def. Jacqueline pour conserver le WWF Women's Championship (3:35)
  - Trish a effectué le tombé sur Jacqueline avec un Back slide.
- Steve Austin def. Kurt Angle pour conserver le WWF Championship (15:05)
  - Austin a effectué le tombé sur Angle après un Stone Cold Stunner.
- Chris Jericho def. The Rock pour remporter le WCW World Heavyweight Championship (19:08) 
  - Jericho a effectué le tombé sur Rock après un low-blow et un Rock Bottom.
- Chris Jericho def. Steve Austin pour remporter le WWF Championship (12:34)
  - Fusion des titres WCW World Heavyweight Championship et WWF Championship. Jericho remporta le match grâce à une intervention de Booker T.